# Porphyrinia pannonica
Porphyrinia pannonica là một loài bướm đêm trong họ Noctuidae.